# USS Oglala (CM-4)
Pour les autres navires du même nom, voir USS Oglala.
L’USS Oglala (CM-4) était un mouilleur de mines de la marine américaine qui fut touché lors de l'attaque de Pearl Harbor, le 7 décembre 1941.

## Historique
Construit en 1907, originellement sous le nom de Massachusetts comme un bateau à vapeur de transport de passagers côtiers, il fut acquis par la marine américaine après l'entrée des États-Unis dans la Première Guerre mondiale et rebaptisé Shawmut.
Converti en mouilleurs de mines, il participa à la pose d'un barrage de mines en mer du Nord pour bloquer les U-Boote de la marine allemande.
Durant l'entre-deux-guerres, il servit de ravitailleur d'hydravions sous le matricule CM-4 à partir de 1920.
Il fut rebaptisé une nouvelle fois sous le nom d’Oglala en 1928 du nom du clan amérindien des Oglalas.
Se trouvant à Pearl Harbor le jour de l'attaque, à la suite de l'onde de choc de l'explosion d'une torpille de l'aéronavale de la marine impériale japonaise, le navire coula mais fut renfloué et réparé.
Reprenant du service à partir de février 1944 sous le matricule ARG-1, il participa aux campagnes du Pacifique puis fut retiré du service en 1946 avant d'être démoli en 1965.